# Поскрёбышев, Иван Сергеевич
Иван Сергеевич Поскрёбышев (1913—1966) — советский военнослужащий. Участник Великой Отечественной войны. Герой Советского Союза (1945). Сержант.

## Биография
Иван Сергеевич Поскрёбышев родился 20 сентября 1913 года в деревне Якуниха Барнаульского уезда Томской губернии Российской империи (ныне Заринский район Алтайского края Российской Федерации) в крестьянской семье. Русский. Образование 7 классов. После окончания школы Иван Сергеевич переехал в посёлок Салаир соседнего Бачатского района Кузнецкого округа. Устроился на работу машинистом компрессора на Салаирском руднике.
В первые годы войны Иван Сергеевич как высококвалифицированный специалист попал под бронь и продолжал работать на руднике. В ряды Рабоче-крестьянской Красной Армии он был призван Гурьевским районным военкоматом Кемеровской области лишь 10 июля 1944 года. В боях с немецко-фашистскими захватчиками младший сержант И. С. Поскрёбышев с августа 1944 года на 2-м Украинском фронте в должности пулемётчика 359-го стрелкового полка 50-й стрелковой дивизии 52-й армии. Боевое крещение принял в боях под Яссами в ходе Ясско-Кишинёвской операции. Участвовал во взятии города Яссы. 5 сентября 1944 года 52-я армия была выведена в резерв Ставки Верховного Главнокомандования для доукомплектования. 1 ноября 1944 года она была включена в состав 1-го Украинского фронта, где начала подготовку к январскому наступлению Красной Армии. Младший сержант И. С. Поскрёбышев особо отличился в ходе Сандомирско-Силезской фронтовой операции, составной части Висло-Одерской стратегической операции.
Начав наступление с Сандомирского плацдарма 13 января 1945 года, подразделения 52-й армии разгромили противостоявшие ей части немецкого 48-го танкового корпуса, прорвали тактическую оборону противника в районе Шидлува и вышли на оперативный простор. Развивая наступление, силы армии уже 14 января 1945 года форсировали реку Пилицу и устремились к Одеру, освободив множество населённых пунктов. 25 января силами 50-й и 294-й стрелковых дивизий был взят город Ёльск. К концу января 1945 года передовые подразделения 50-й стрелковой дивизии, в которой служил младший сержант И. С. Поскрёбышев, вышла к Одеру в районе города-крепости Бреслау. В ночь с 29 на 30 января 1945 года пулемётчик И. С. Поскрёбышев под ураганным огнём противника первым форсировал водную преграду и огнём своего ручного пулемёта прикрыл переправу других бойцов своего полка, уничтожив в ходе боя две вражеские огневые точки и 8 солдат вермахта. В бою за удержание захваченного плацдарма младший сержант И. С. Поскрёбышев выбрал боевую позицию впереди своего подразделения. Огнём своего пулемёта он как волнорез рассекал волны многочисленных немецких контратак. Когда боезапас закончился, он закидал наступающего противника гранатами, сорвав очередную вражескую атаку на своём участке. За образцовое выполнение боевых заданий командования на фронте борьбы с немецкими захватчиками и проявленные при этом отвагу и геройство указом Президиума Верховного Совета СССР от 10 апреля 1945 года младшему сержанту Поскрёбышеву Ивану Сергеевичу было присвоено звание Героя Советского Союза.
За отличие в боях за плацдарм на реке Одер И. С. Поскрёбышев был повышен в звании до сержанта. В ходе Нижне-Силезской операции он уже командовал стрелковым отделением. 24 марта 1945 года на подступах к Бунцлау Иван Сергеевич был ранен, но остался в строю. Отделение сержанта Поскрёбышева отличилось в самом начале Берлинской операции. 16 апреля 1945 года в бою за населённый пункт Грос-Крауша он со своими бойцами отразил три контратаки противника, уничтожив две пулемётные точки неприятеля и до 25 вражеских солдат. 20 апреля 1945 года подразделения 52-й армии в районе Бауцена подверглись мощному контрудару немецкой группы армий «Центр», который они отражали до начала мая 1945 года. На заключительном этапе войны сержант И. С. Поскрёбышев участвовал в Пражской операции. Боевой путь он закончил у города Млада-Болеслав в 50 километрах северо-восточнее Праги. После окончания Великой Отечественной войны И. С. Поскрёбышев был демобилизован. Вернувшись в Салаир, он вновь устроился на рудник. Умер Иван Сергеевич 7 июля 1966 году. Похоронен в Салаире.

## Награды
- Медаль «Золотая Звезда» (10.04.1945);
- орден Ленина (10.04.1945);
- орден Славы 3-й степени (29.04.1945);
- медали.

## Память
- Имя И. С. Поскрёбышева увековечено на Мемориале Славы в городе Барнауле.
- В городе Заринске на мемориале Славы установлен бюст Героя[1].
- В городе Салаире в его честь названа улица.

## Документы
- Общедоступный электронный банк документов «Подвиг Народа в Великой Отечественной войне 1941—1945 гг.» Дата обращения: 20 января 2013. Архивировано из оригинала 13 марта 2012 года.

Представление к званию Героя Советского Союза. Дата обращения: 20 января 2013. Архивировано 5 февраля 2013 года.
Указ Президиума Верховного Совета СССР о присвоении звания Героя Советского Союза. Дата обращения: 20 января 2013. Архивировано 5 февраля 2013 года.
Орден Славы 3-й степени (наградной лист и приказ о награждении). Дата обращения: 20 января 2013. Архивировано 5 февраля 2013 года.